# Villefranche-du-Périgord
Villefranche-du-Périgord é uma comuna francesa na região administrativa da Nova Aquitânia, no departamento Dordonha. Estende-se por uma área de 24,32 km². Em 2010 a comuna tinha 694 habitantes (densidade: 28,5 hab./km²).